# تپه روباه
تپه روباه تپه‌ای تاریخی مربوط به دوران پیش از تاریخ ایران باستان است و در شهرستان آبیک، روستای رضی آباد واقع شده و این اثر در تاریخ ۱۷ اسفند ۱۳۸۱ با شمارهٔ ثبت ۷۵۹۸ به‌عنوان یکی از آثار ملی ایران به ثبت رسیده است.